# 贝尔纳-亨利·莱维
贝尔纳-亨利·莱维（法語：Bernard-Henri Lévy，發音：[bɛʁnaʁ ɑ̃ʁi levi]；1948年11月5日—），法国哲学家、公共知识分子、电影制作人，在法国通常被简称为BHL，他是1976年“新哲学家”运动领导人之一。2015年，《波士顿环球报》称他“也许是法国当今最杰出的知识分子”。多年来，他的观点、政治活动和出版物引起了不少争议。

## 生平

### 早年
1948年，莱维生於法屬阿爾及利亞一個富裕的塞法迪猶太人家庭。 受到國際志願兵號召，BHL投身馬樂侯的孟加拉分離運動。 1971年，BHL成為戰地記者，報導孟加拉獨立戰爭。1972年，BHL出任新成立的孟加拉國的經濟部長。 孟加拉經驗後成為其作品《孟加拉：革命中的國族主義》的題材。

### 新哲學家
返回法國後，莱维成為斯特拉斯堡大学的認識論講師；也在巴黎高等師範學院講課。1970年代，莱维亦為新哲学家學派的領導者之一。新哲學家學派是群在六八學運後對共產主義、左派幻滅的哲學家，發展與其對抗的範式。

### 1980年代至1990年代
1981年，莱维發表《法蘭西意識形態》（L'Idéologie française），透過馬克思批評家雷蒙·阿隆等人的進路，提供法國史黑暗的一面。
1990年代，莱维呼籲歐洲在南斯拉夫解體中干涉波士尼亞戰爭。莱维論及塞爾維亞的穆斯林戰俘營，力倡防止歐洲再度出現如猶太大屠殺般的事件。 1990年代末，莱维與阿兰·芬基尔克罗在耶路撒冷，為紀念列維納斯，設立列維納斯研究機構。

### 2000年代
2006年，莱维參與英國穆斯林婦女頭巾爭議，反對穆斯林婦女頭巾。
2000年代，莱维關注世界上的衝突地區，如呼籲關注達爾富爾大屠殺；2008年的南奧塞提亞戰爭，訪問喬治亞總統米哈伊爾·薩卡什維利。 
2009年，莱维署名呼籲釋放羅曼·波蘭斯基。波蘭斯基在瑞士領獎時，因其涉嫌在1977年性侵女童，而遭到逮捕。

### 2010年代
2010年1月，莱维為時受猶太社群批評的教宗庇護十二世與本篤十六世辯護。
2011年3月，莱维與班加西的叛軍對話，為全国过渡委员会宣傳。 數月後，因擔心利比亞內戰，支持萨科齐訪美，促進干涉利比亞，防止班加西可能的大屠殺。 2011年5月，莱维為多米尼克·斯特劳斯-卡恩的性醜聞辯護。此外，莱维為干涉利比亞辯護。2011年11月9日，莱维出版有關利比亞之春的作品《沒有愛的戰爭》。
2013年，莱维批評國際社會在波士尼亚大屠杀的所作所為。
2014年2月，莱维訪問時值广场起义的基輔。 2015年2月，BHL的戲劇在國立烏克蘭歌劇院上演，批評烏克蘭的親俄總統亞努科維奇。 2014年4月，莱维重訪孟加拉，參加達卡大學一座紀念馬樂侯的花園開幕。
2018年6月5日，在倫敦卡杜甘音樂廳（英語：Cadogan Hall）表演一人戲劇《英國脫歐前的最後脫逃》（Last Exit before Brexit），反對英國脫歐。
2019年，莱维訪問羅賈瓦，與庫德族軍事領袖阿布迪旗下的戰士會面。

## 私生活
莱维的伴侶為健力士家族第三代莫恩男爵喬納森·健力士的女兒達芙妮·健力士。

## 作品
- 《孟加拉：革命中的國族主義》（Bangla-Desh, Nationalisme dans la révolution, 1973）
- , 1977.
- "Response to the Master Censors". Telos 33 (Fall 1977). New York: Telos Press.
- , 1978.
- , 1981.
- , 1984.
- , 1987.
- , 1988.
- , 1991; translated as Adventures on the Freedom Road: The French Intellectuals in the 20th Century, 1995, Harvill Press, ISBN 1-86046-035-6
- , 1992
- , 1992
- , 1994.
- , 1994.
- , 1994.
- What Good Are Intellectuals: 44 Writers Share Their Thoughts, 2000, Algora Publishing, ISBN 1-892941-10-4
- , 1997.
- , 2000; translated by Andrew Brown as Sartre: The Philosopher of the Twentieth Century, 2003, Polity Press, ISBN 0-7456-3009-X
- , 2002; translated by Charlotte Mandell as War, Evil and End of History, 2004, Gerald Duckworth & Co. Ltd [UK], ISBN 0-7156-3336-8
- , 2003; translated by James X. Mitchell as Who Killed Daniel Pearl?, 2003, Melville House Publishing, ISBN 0-9718659-4-9
- , 2004.
- American Vertigo: Traveling America in the Footsteps of Tocqueville, 2006, ISBN 1-4000-6434-1
- Ce grand cadavre à la renverse, 2007, Grasset, ISBN 2246688213
- De la guerre en philosophie, 2010.
- 《沒有愛的戰爭》（La guerre sans l'aimer, 2011）
- L'esprit du judaïsme, 2016, Grasset
- L'empire et les cinq rois, 2018,
- Sur la route des hommes sans nom, 2021.
- The Will to See: Dispatches from a World of Misery and Hope, Yale University Press, 2021.
- Solitude d'Israël, Grasset, 2024.
- Israel Alone, Wicked Son, 2024.
- Questions de principe XV, Avis de tempête, Livre de Poche, 2024.
- Nuit Blanche, Grasset, 2025.

## 荣誉

### 外国勋章奖章
- 三等功绩勋章（乌克兰，2023年9月4日公布[31]）